# El Porvenir, Camargo
El Porvenir är en ort i Mexiko.   Den ligger i kommunen Camargo och delstaten Chihuahua, i den centrala delen av landet, 1 100 km nordväst om huvudstaden Mexico City. El Porvenir ligger 1 279 meter över havet och antalet invånare är 247.
Terrängen runt El Porvenir är platt. Runt El Porvenir är det mycket glesbefolkat, med 3 invånare per kvadratkilometer. El Porvenir är det största samhället i trakten. Omgivningarna runt El Porvenir är i huvudsak ett öppet busklandskap.